# Asi Azar
Asi Azar (hebr. אסי עזר, ang. Assi Azar; ur. 10 czerwca 1979 w Holonie) – izraelski prezenter telewizyjny i scenarzysta.

## Życiorys

### Rodzina i edukacja
Urodził się i wychował w Holonie w Izraelu w rodzinie pochodzenia bucharańsko-żydowskiego i jemeńsko-żydowskiego. Służył w Siłach Obronnych Izraela jako dowódca bazy szkoleniowej żandarmerii wojskowej do 2001. Napisał scenariusz do filmu dokumentalnego Mamo i tato: mam coś do powiedzenia (Mom and Dad: I Have Something to Tell You, 2010), nad którym pracował po gejowskim coming oucie w 2005.

### Kariera telewizyjna
W 2004 rozpoczął karierę jako korespondent popularnego programu rozrywkowego KIK. W latach 2004–2005 współprowadził telewizyjny program młodzieżowy Exit. Później brał udział w programach The Show, Good Evening with Guy Pines i The Champion: Locker Room, a także w programach satyrycznych Trapped 24 i Talk to My Agent.
Ogólnokrajową rozpoznawalność przyniosło mu prowadzenie izraelskiej wersji programu Big Brother w latach 2008–2014. W 2009 znalazł się na liście „100 najbardziej wpływowych gejów na świecie” sporządzonej przez amerykański magazyn „Out”. W 2011 był gospodarzem programu randkowego Three, który okazał się sukcesem. W 2013 prowadził talent show Rising Star. W 2019 współprowadził 64. Konkurs Piosenki Eurowizji w Tel Awiwie.

## Życie prywatne
W 2005 ujawnił publicznie swój homoseksualizm. 11 kwietnia 2016 w Barcelonie poślubił Katalończyka Alberta Escolę Beneta.